# Liste des cavités naturelles les plus longues du Finistère

Département du Finistère.

La liste des cavités naturelles les plus longues du département du Finistère recense sous la forme d'un tableau, les cavités souterraines naturelles connues, dont le développement est supérieur ou égal à dix mètres.
La communauté spéléologique considère qu'une cavité souterraine naturelle n'existe vraiment qu'à partir du moment où elle est « inventée » c'est-à-dire découverte (ou redécouverte), inventoriée, topographiée et publiée. Bien sûr, la réalité physique d'une cavité naturelle est la plupart du temps bien antérieure à sa découverte par l'homme ; cependant tant qu'elle n'est pas explorée, mesurée et révélée, la cavité naturelle n'appartient pas au domaine de la connaissance partagée.
La liste spéléométrique des plus longues cavités naturelles du Finistère (> 20 m) est  actualisée fin 2018.
La plus longue cavité répertoriée dans le département du Finistère est la grotte du Diable dans le chaos granitique de Huelgoat (cf. ligne 1 du tableau ci-dessous).

## Répartition géographique
| \| Quimper Brest Châteaulin Morlaix \| Répartition géographique des cavités naturelles du Finistère. |
| Quimper Brest Châteaulin Morlaix                                                                     |

## Finistère (France)

### Cavités de développement supérieur ou égal à20m
25 cavités sont recensées au 31-12-2018.
| Réf. | Cavités (autres noms)            | Communes           | Massifs ou zones géographiques | Coordonnées (WGS 84)        | Développement (en mètres) | Dénivelée (en mètres) | Sources ou références     | Mises à jour |
| ---- | -------------------------------- | ------------------ | ------------------------------ | --------------------------- | ------------------------- | --------------------- | ------------------------- | ------------ |
| 1    | Grotte du Diable                 | Huelgoat           | Chaos granitique de Huelgoat   | 48° 21′ 58″ N, 3° 44′ 45″ O | +000180, m                | +0000, m              | Spéléométrie de la France | 2000-00      |
| 2    | Grotte du Rocher du Serpent      | Plougastel-Daoulas | Côte de Plougastel             | 48° 22′ 17″ N, 4° 24′ 54″ O | +000150, m                | +0011, m              | Spéléométrie de la France | 2000-00      |
| 3    | Grottes Sainte-Marine - Normands | Crozon             | Presqu'île de Crozon           | 48° 13′ 12″ N, 4° 29′ 40″ O | +000130, m                | +0000, m              | Spéléométrie de la France | 2000-00      |
| 4    | Grotte de Vengleuz-Coz           | Plougastel-Daoulas | Côte de Plougastel             | 48° 20′ 25″ N, 4° 23′ 43″ O | +000120, m                | +0006, m              | Spelunca n°111            | 2000-00      |
| 5    | Grotte de l'Autel                | Crozon             | Presqu'île de Crozon           | 48° 14′ 06″ N, 4° 29′ 06″ O | +0 00080, m               | +0000, m              | Spéléométrie de la France | 2000-00      |
| 6    | Faille de la Pointe de Brézellec | Cléden-Cap-Sizan   |                                | 48° 04′ 16″ N, 4° 39′ 52″ O | +0 00078, m               | +0000, m              | Spéléométrie de la France | 2000-00      |
| 7    | Grotte Ar Foc'h                  | Plonévez-Porzay    |                                | 48° 07′ 53″ N, 4° 16′ 35″ O | +0 00059, m               | +0003, m              | Report topo Drouin 2004   | 2004-08      |
| 8    | Roc'h Toul                       | Guiclan            |                                | 48° 30′ 19″ N, 3° 58′ 24″ O | +0 00052, m               | +0000, m              | Page Wikipedia            | 2000-00      |
| 9    | Cheminée du Diable no 1          | Crozon             | Presqu'île de Crozon           | 48° 13′ 08″ N, 4° 29′ 48″ O | +0 00050, m               | +0050, m              | Spéléométrie de la France | 2000-00      |
| 10   | Cheminée du Diable no 2          | Crozon             | Presqu'île de Crozon           |                             | +0 00040, m               | +0040, m              | Spéléométrie de la France | 2000-00      |
| 11   | Grotte de Porz-Boulou            | Plougastel-Daoulas | Côte de Plougastel             | 48° 19′ 36″ N, 4° 27′ 09″ O | +0 00040, m               | +0003, m              | Spéléométrie de la France | 2000-00      |
| 12   | Grotte de Bestrée                | Plogoff            |                                | 48° 02′ 01″ N, 4° 43′ 25″ O | +0 00038, m               | +0000, m              | Spéléométrie de la France | 2000-00      |
| 13   | Grotte du Foyer                  | Crozon             | Presqu'île de Crozon           |                             | +0 00030, m               | +0000, m              | Spéléométrie de la France | 2000-00      |
| 14   | Grotte de l'Éléphant             | Crozon             | Presqu'île de Crozon           | 48° 14′ 03″ N, 4° 29′ 35″ O | +0 00029, m               | +0000, m              | Spéléométrie de la France | 2000-00      |
| 15   | Grotte du Grand Hôtel de la Mer  | Crozon             | Presqu'île de Crozon           | 48° 14′ 04″ N, 4° 29′ 40″ O | +0 00028, m               | +0000, m              | Spéléométrie de la France | 2000-00      |
| 16   | Grotte de Kéric-Bihan n°1        | Telgruc-sur-Mer    |                                | 48° 12′ 16″ N, 4° 19′ 38″ O | +0 00027, m               | +0003, m              | Spéléo dossiers n°40      | 2016-12      |
| 17   | Grotte de la Crevasse            | Plougasnou         |                                | 48° 43′ 08″ N, 3° 49′ 15″ O | +0 00026, m               | +0005, m              | Report topo Drouin        | 2000-00      |
| 18   | Grotte de Kéric-Bihan n°2        | Telgruc-sur-Mer    |                                | 48° 12′ 16″ N, 4° 19′ 41″ O | +0 00024, m               | +0002, m              | Spéléo dossiers n°40      | 2016-12      |
| 19   | Grotte de Porz Meur              | Plougastel-Daoulas | Côte de Plougastel             | 48° 19′ 46″ N, 4° 27′ 06″ O | +0 00023, m               | +0000, m              | Spéléométrie de la France | 2000-00      |
| 20   | Grotte de Roméo                  | Crozon             | Presqu'île de Crozon           | 48° 14′ 03″ N, 4° 29′ 38″ O | +0 00023, m               | +0000, m              | Spéléométrie de la France | 2000-00      |
| 21   | Tunnel de Porz-Loubous           | Plogoff            |                                | 48° 01′ 30″ N, 4° 39′ 46″ O | +0 00022, m               | +0000, m              | Spéléométrie de la France | 2000-00      |
| 22   | Grotte de Beg an Fry n°1         | Guimaëc            |                                | 48° 42′ 09″ N, 3° 43′ 03″ O | +0 00022, m               | +0004, m              | Spéléo dossiers n°41      | 2018-12      |
| 23   | Grotte de l’Aber n°8             | Crozon             | Presqu'île de Crozon           | 48° 13′ 42″ N, 4° 25′ 46″ O | +0 00022, m               | +0003, m              | Spéléo dossiers n°41      | 2018-12      |
| 24   | Grotte de la Roche du Chevalier  | Plougasnou         |                                | 48° 42′ 12″ N, 3° 47′ 20″ O | +0 00021, m               | +0003, m              | Spéléo dossiers n°41      | 2018-12      |
| 25   | Petite grotte de l'Est           | Plogoff            |                                |                             | +0 00020, m               | +0000, m              | Spéléométrie de la France | 2000-00      |